# Gimje
Gimje is een stad in de Zuid-Koreaanse provincie Jeollabuk-do. De stad telt ruim 81.000 inwoners en ligt in het westen van het land. In 1466 werd Gimje voor het eerst een onafhankelijk district tijdens de Joseondynastie.

## Stedenbanden

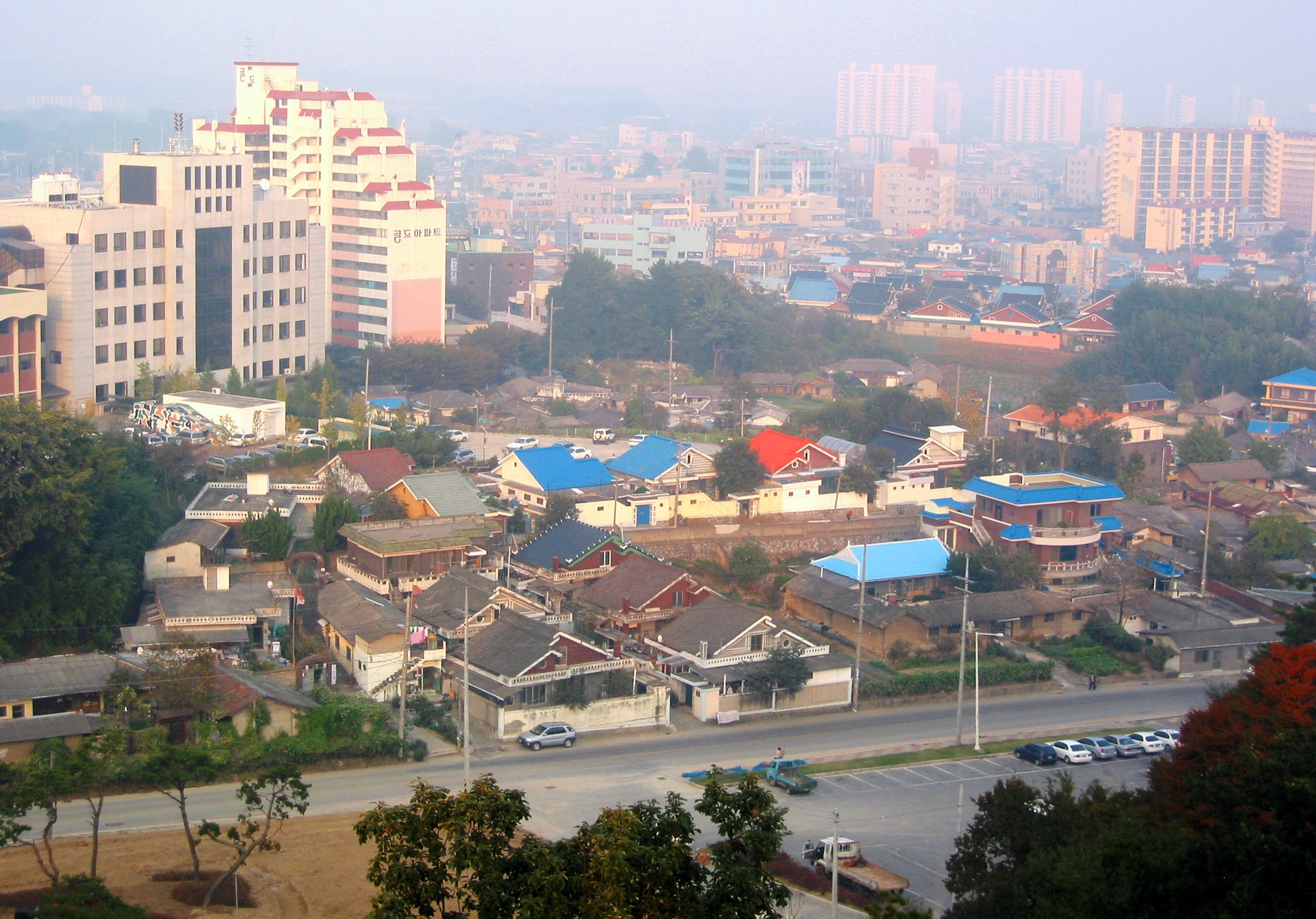
Gimje

- Donghae, Zuid-Korea
- Nantong, China